# Andrew Gray, 2. Lord Gray
Andrew Gray, 2. Lord Gray  (* um 1445; † Februar 1514) war ein schottischer Adliger.

## Leben
Er war der Sohn des Sir Patrick Gray, Master of Gray († 1463/64) aus dessen zweiter Ehe mit Annabella Forbes, Tochter des Alexander Forbes, 1. Lord Forbes. Beim Tod seines Großvaters Andrew Gray, 1. Lord Gray erbte er Ende 1469 dessen Adelstitel als 2. Lord Gray sowie dessen Besitzungen einschließlich des Familiensitzes Fowlis Castle in Angus.
Gray beteiligte sich 1488 an der Rebellion des Kronprinzen Jakob (IV.) gegen dessen Vater König Jakob III., die am 11. Juni in der Schlacht von Sauchieburn gipfelte, in der Jakob III. getötet wurde. Der neue König Jakob IV. erhob Gray im selben Jahr zum erblichen Sheriff von Forfar und berief ihn bald darauf in den Kronrat. 1489 hatte er auch das Amt des Justiciary General North of Forth und 1506 das Amt des Justiciary General South of Forth inne.
1490 übertrug ihm der König auch Broughty Castle, das er 1495 erheblich ausbauen ließ.

## Ehen und Nachkommen
Er war viermal verheiratet. In erster Ehe heiratete er im März 1464 Janet Keith, einzige Tochter des Sir Robert Keith, Marischal of Scotland († 1446). Mit ihr hatte er einen Sohn und zwei Töchter:
- Patrick Gray, 3. Lord Gray († 1541);
- Isobel Gray, ⚭ Alexander Stratoun of Lauristoun;
- Elizabeth Gray († 1526), ⚭ (1) John Lyon, 4. Lord Glamis, ⚭ (2) Alexander Gordon, 3. Earl of Huntly, (3) ⚭ George Leslie, 4. Earl of Rothes.

In zweiter Ehe heiratete er spätestens 1483 Lady Elizabeth Stewart, Tochter des John Stewart, 1. Earl of Atholl. Mit ihr hatte er vier Söhne und vier Töchter:
- Robert Gray of Leitfie (⚔ 1513 in der Schlacht von Flodden Field);
- Gilbert Gray of Buttergask († vor 1541), ⚭ Egidia Mercer;
- Andrew Gray of Muirtown († um 1541);
- Pater Edward Gray († nach 1521), Rektor des Klosters Lundy;
- Isobel Gray († nach 1529), ⚭ (1) Sir James Scrymgeour of Dudhope († um 1503), Konstabler von Dundee, ⚭ (2) Adam Crichton of Ruthven († 1515), ⚭ (3) Sir John Campbell of Lundy;
- Janet Gray (d. Oct 1539), ⚭ (1) John Charters of Cathelgurdie, ⚭ (2) Alexander Keith, ⚭ (3) Sir David Wemyss of that Ilk (⚔ 1513 in der Schlacht von Flodden Field), ⚭ (4) James Campbell of Lawers;
- Marjory Gray, ⚭ (1) N.N. Kinninmont of that Ilk, ⚭ (2) Silvester Rattray of Craighall;
- Elizabeth Gray.

In dritter Ehe heiratete er nach 1497 Margaret Houston, Witwe des Robert Lyle, 2. Lord Lyle, und nach 1501 in vierter Ehe Lady Elizabeth Hay, Witwe des George Gordon, 2. Earl of Huntly, Tochter des William Hay, 1. Earl of Erroll. Diese beiden Ehen blieben kinderlos.
Als er im Februar 1514 starb, beerbte ihn sein ältester Sohn aus erster Ehe, Patrick, als 3. Lord Gray.